# Basel IV
Basel IV (offiziell: Basel III: Finalising post-crisis reforms) ist im Bankwesen die Abkürzung für Eigenkapitalvorschriften, die vom Basler Ausschuss für Bankenaufsicht mit Sitz in Basel im Dezember 2017 veröffentlicht wurden. 

## Allgemeines
Es handelt sich um regulatorische Neuerungen des Basler Ausschusses für Bankenaufsicht, die bislang noch nicht (vollständig) in die Kapitaladäquanzverordnung und Eigenkapitalrichtlinie eingeflossen sind. Da es sich um Empfehlungen handelt, müssen die nationalen Regierungen für eine Transformation in nationales Recht sorgen. Das geschieht in der Europäischen Union für alle EU-Mitgliedstaaten durch EU-Verordnungen oder EU-Richtlinien, die in nationales Bankenaufsichtsrecht eingreifen.
Der Basler Ausschuss (BCBS) selbst bezeichnet sie einfach als „abgeschlossene Reformen“. Die Regulierungsbehörden argumentieren, dass diese Änderungen lediglich eine Vervollständigung der 2010/11 grundsätzlich vereinbarten Basel-III-Reformen darstellen, obwohl die meisten der Basel-III-Reformen zu diesem Zeitpunkt detailliert vereinbart wurden. Kritiker der Reform, insbesondere aus dem Bankensektor, argumentieren, dass Basel IV eine deutliche Erhöhung des Eigenkapitals erfordert und als eine eigenständige Reformrunde behandelt werden sollte. Vorgänger dieser Vorschriften waren Basel I (vom Juli 1988), Basel II (Juni 2004) und Basel III (Dezember 2010).

## Geschichte
Basel III ist ein internationales Regelwerk für Banken, das vom BCBS als Reaktion auf die Finanzkrise von 2007/08 entwickelt wurde. Es enthält verschiedene Vorschriften zu den Kapital- und Liquiditätsanforderungen. Die Reformen von 2017 (Basel IV) ergänzen das ursprüngliche Basel III. Dieses Regelwerk wurde am 7. Dezember 2017 (14. Januar 2019 für die Anpassung an den Marktrisikorahmen) verabschiedet und muss bis 2023 umgesetzt werden. Da der BCBS nicht befugt ist, rechtsverbindliche Vorschriften zu erlassen, müssen die Basel-IV-Standards von den nationalen Behörden umgesetzt werden.

## Anforderungen
Basel IV führt neue Standards ein, nach denen die Banken ihre Kapitalanforderungen berechnen müssen. Das beinhaltet unter anderem Folgendes:
- Eine höhere Risikosensitivität der Standardansätze, insbesondere für Kreditrisiken
- Eine standardisierte Untergrenze der risikogewichteten Aktiva (Risk Weighted Assets, RWA), so dass die Kapitalanforderung immer mindestens 72,5 % der Anforderung des Standardansatzes (Output Floor) betragen wird
- Wegfall der Möglichkeit, interne Modelle für die Kapitalunterlegung von operationellen Risiken zu verwenden
- Eine höhere Leveragequote für die Global Systematically Important Banks (G-SIBs), wobei die Erhöhung 50 % der risikobereinigten Kapitalquote entspricht.
- Detailliertere Offenlegung der Reserven und anderer Finanzstatistiken.[6]

Die Reformen sollten ursprünglich im Januar 2022 in Kraft treten. Wegen der COVID-19-Pandemie wurde jedoch eine Verschiebung auf 2023 beschlossen. Der Output Floor soll über einen mehrjährigen Zeitraum eingeführt werden. Zunächst soll er bei 50 % liegen, jährlich um 5 % steigen, und ab 1. Januar 2028 72,5 %. betragen. Zuvor muss jedoch die Umsetzung in nationales Recht erfolgen. Da in vielen Jurisdiktionen bisher (Stand: Dezember 2020) noch keine Entwürfe vorliegen, ist ein pünktliches Inkrafttreten zweifelhaft. Insgesamt werden – zum Teil deutlich – steigende Kapitalanforderungen für die Banken erwartet.